# 智利軍事
智利軍隊（西班牙語：Fuerzas Armadas de Chile）為南美洲智利的武裝部隊，包括了陸、海、空三軍。智利總統是其最高統帥，并且通過國防部制定政策。近幾年經過幾次大的裝備更新，智利軍成為拉丁美洲一支技術最精良、最專業的軍隊。武器裝備主要來自德國、美國、以色列、法國和西班牙。

## 建制

### 陸軍
智利陸軍現任總司令是里卡爾多·馬爾迪內·梅南特奧大將。陸軍56,350人編入6個軍區。包括1個特種旅、4個武裝旅、1個武裝支隊、2個摩托支隊、4個山地支隊和1个航空旅。陸軍以德國豹1、豹2坦克為主戰坦克。近期從德軍支付的200輛二手豹2A4CHL已經交貨。

### 海軍
胡利歐·雷瓦·莫利那上將統領19,800人的智利海軍，包括3,600名海軍陸戰隊員。艦隊的66艘水面艦船當中，8艘是大型作戰艦艇，停泊在瓦爾帕萊索。海軍有自己的飛機用於運輸和巡邏，沒有戰鬥機和轟炸機，但有攻擊型直升機。海軍還有4艘潛水艇，停泊在塔爾卡瓦諾。

### 空軍
阿爾杜羅·梅利諾·努涅斯將軍統領11,000人的智利空軍。空軍力量分佈在位處伊基克、安托法加斯塔、聖地亞哥、蒙特港和蓬塔阿雷纳斯的5個空軍基地。空軍還在南極洲喬治王島設有基地。

## 圖集

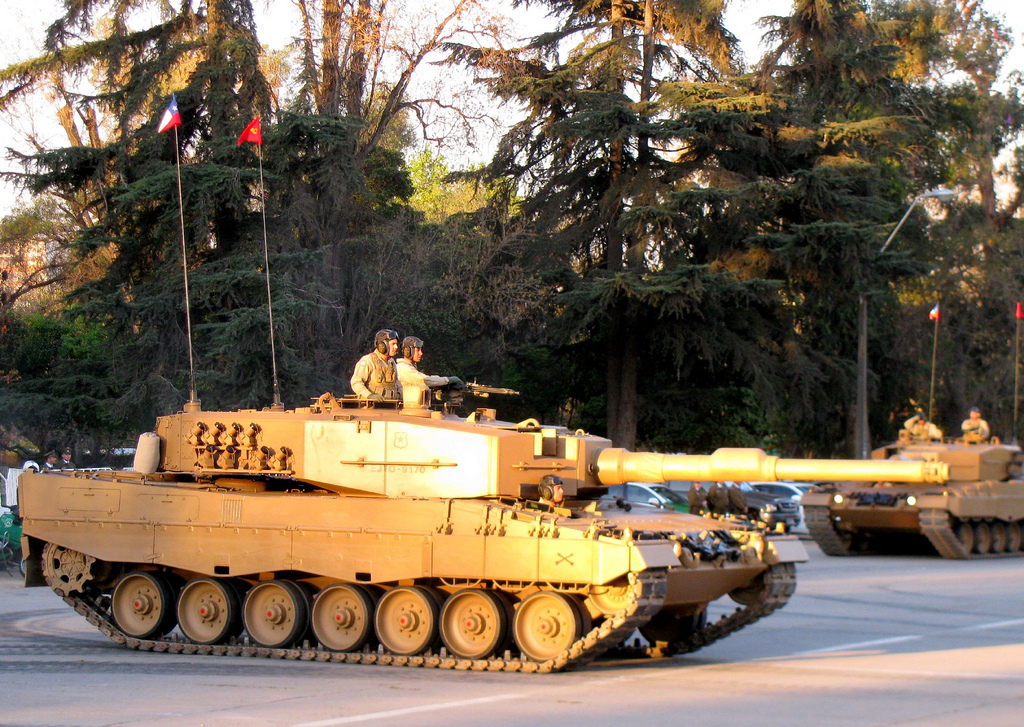
豹2A4
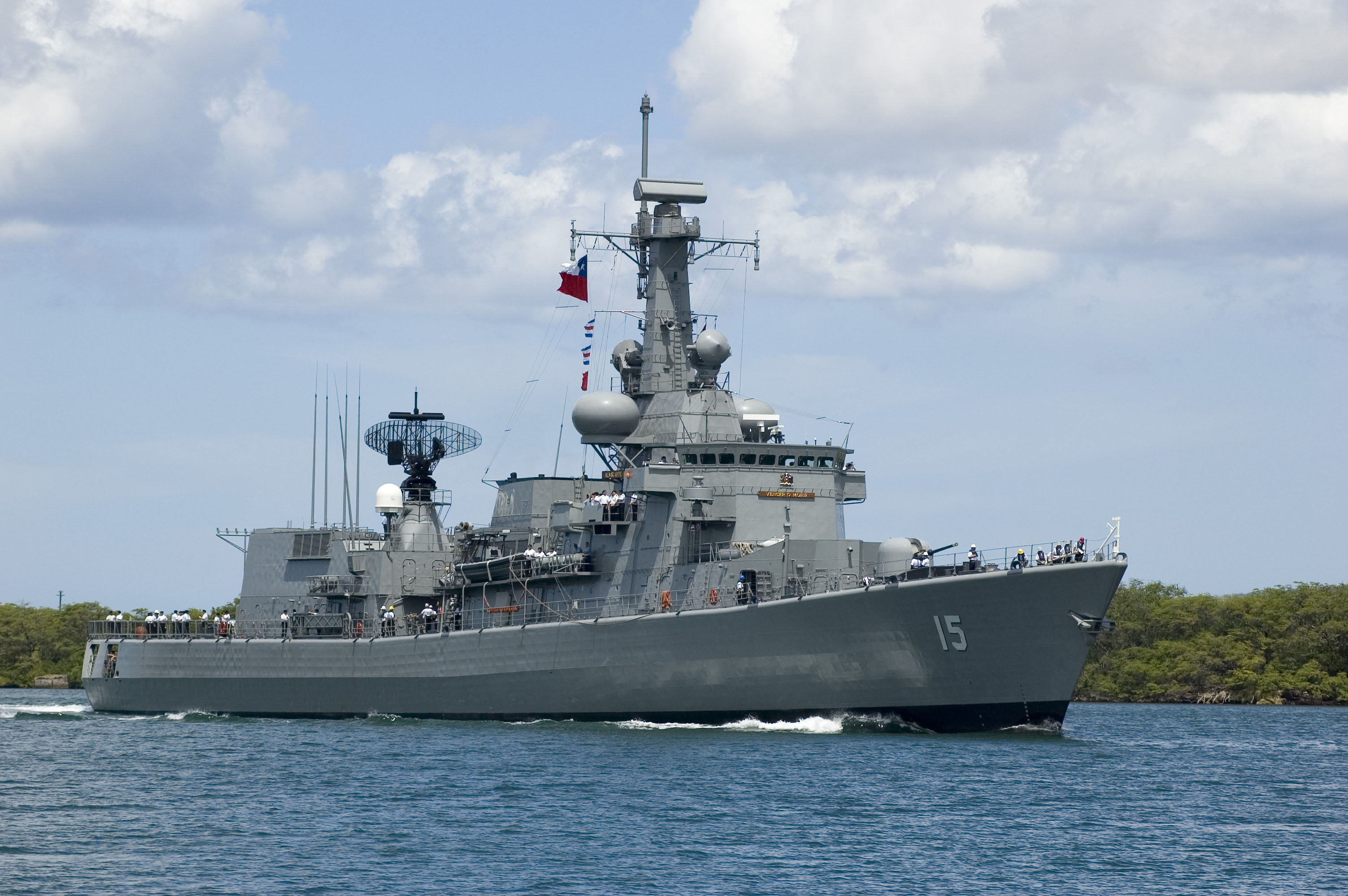
Karel級巡防艦
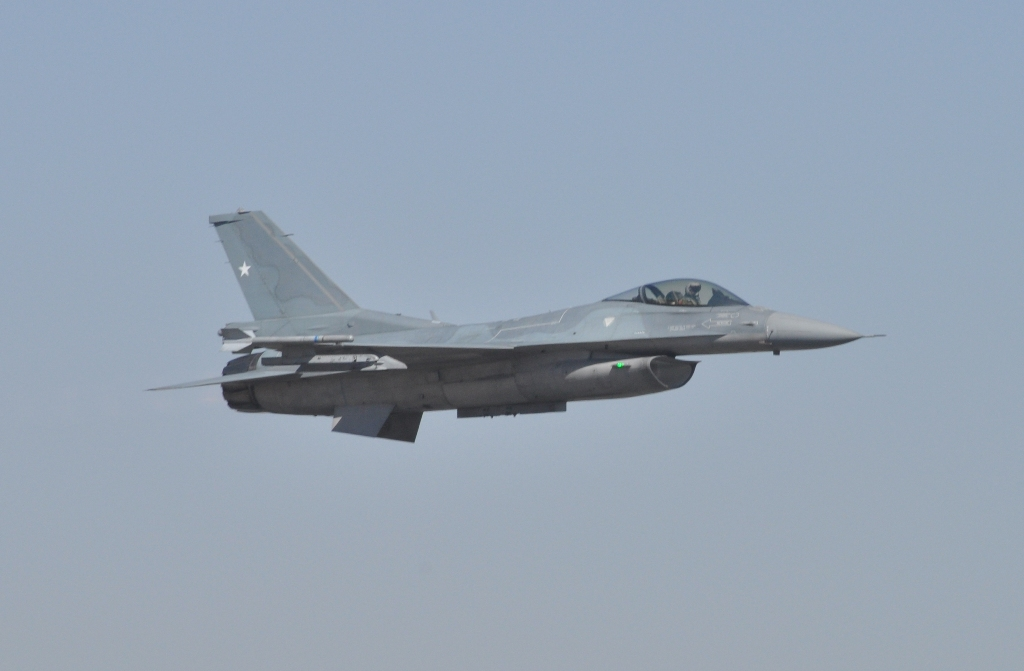
智利空軍F-16
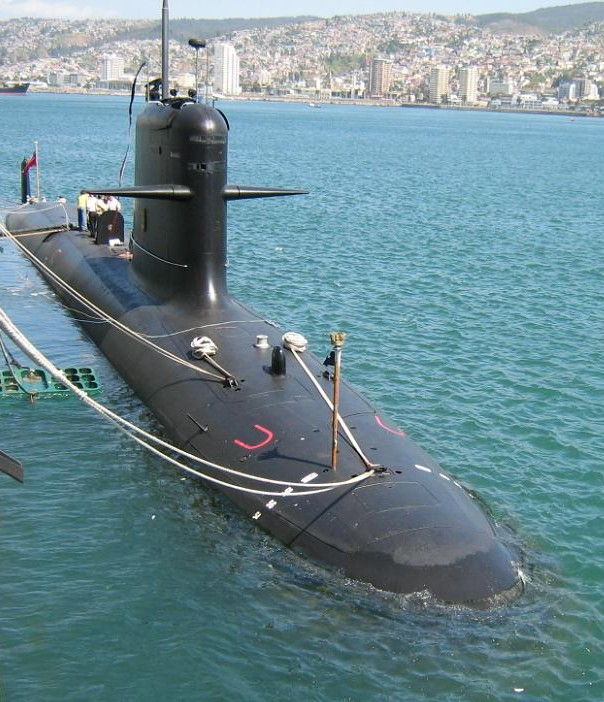
鮋魚級潛艇
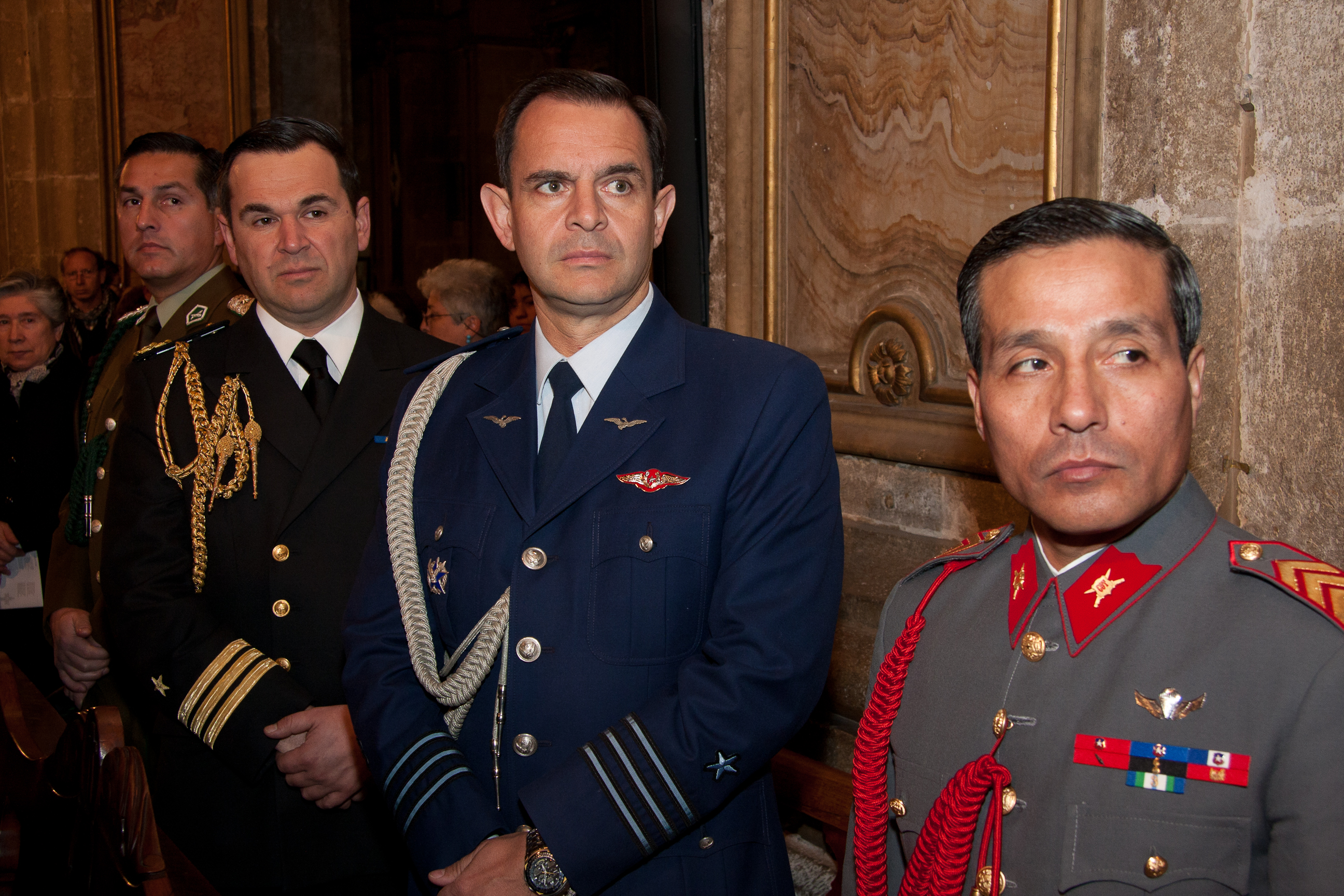
海、空、陸三軍軍服
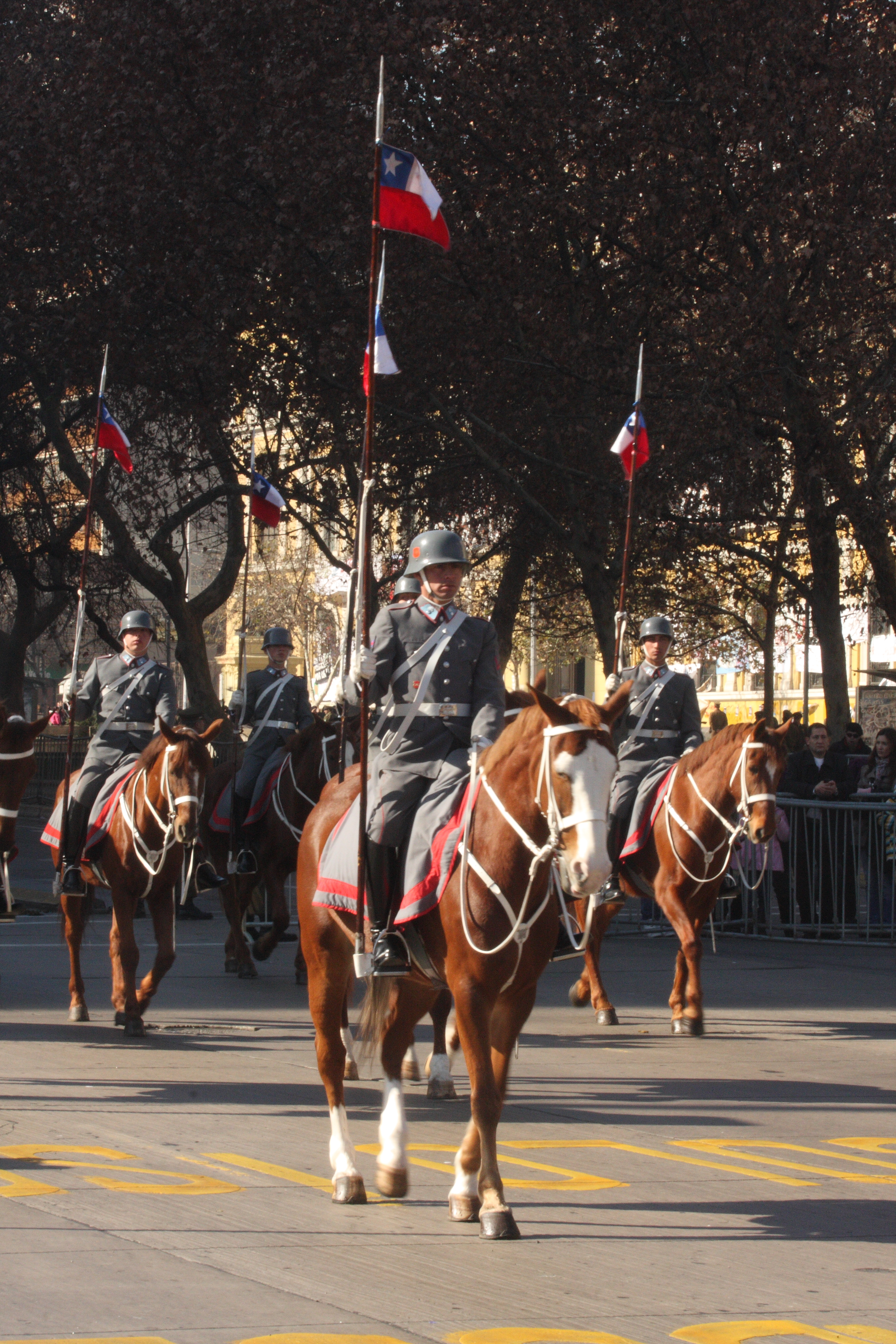
由於智利陸軍早期主要由普魯士軍官訓練，因此其制服及步操至今仍帶有濃厚德意志色彩。
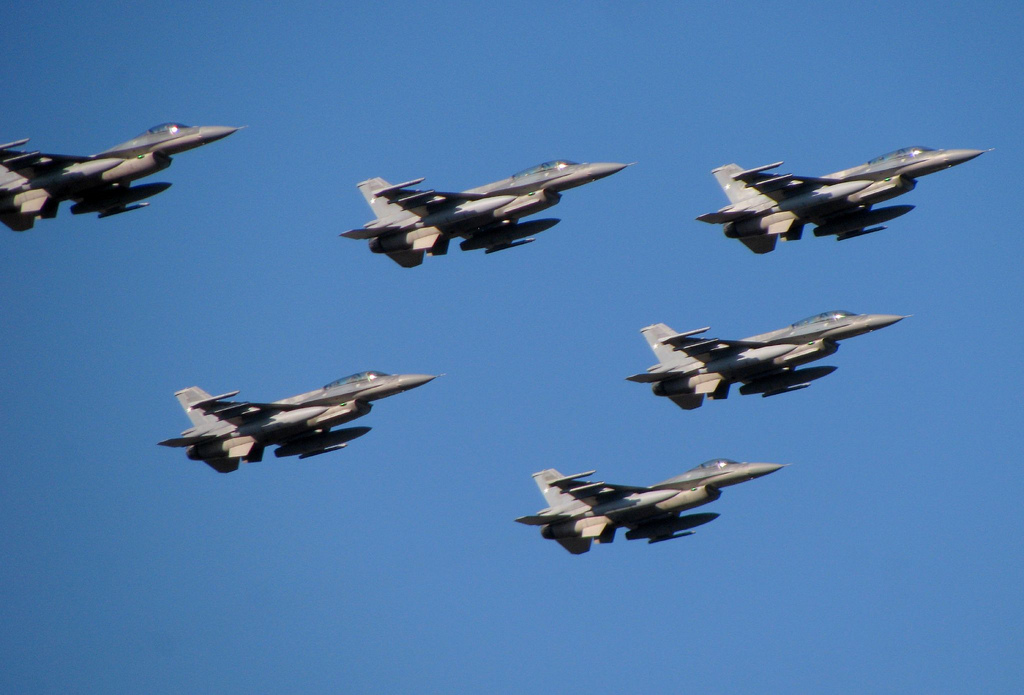
智利F-16CHL戰機